# Europäische Formel-3-Meisterschaft
Die Europäische Formel-3-Meisterschaft war eine von der FIA ausgetragene Rennserie. Sie wurde ursprünglich von 1975 bis 1984 ausgetragen und galt ihrerzeit als die bedeutendste Meisterschaft der Formel 3. 2012 führte die FIA die Meisterschaft wieder ein. In der Saison 2018 wurde der Wettbewerb in dieser Form wegen der bevorstehenden Einführung der FIA-Formel-3-Meisterschaft zum letzten Mal ausgetragen.
Ab dem Jahr 2019 sollte anstelle der Europäischen Formel-3-Meisterschaft das Formula European Masters ausgetragen werden, allerdings kam die Rennserie aus Mangel an Fahrern nicht zustande. Alle Rennen hätten im Rahmen der DTM ausgetragen werden sollen.

## Geschichte
Die Serie gründete sich bereits 1966 als jährliche Rennveranstaltung für europäische Nationalteams unter dem Namen „Formula 3 Nations European Cup“. 1975 wurde die Serie zu einer Meisterschaft mit 2-Liter-Motoren erweitert.
Die Serie wurde 1984 eingestellt, als Nachfolger gilt der europäische Formel-3-Cup, der mit Unterbrechung von 1985 bis 2002 als jährliches Einzelrennen startete, sowie die 2003 gegründete Formel-3-Euroserie. 2012 kam es jedoch zur Wiedereinführung der Europäischen Formel-3-Meisterschaft. Nach dem Ende der Saison 2018 wurde die Rennserie mit der GP3-Serie zur FIA-Formel-3-Meisterschaft zusammengelegt.

## Meister

### Formula 3 Nations European Cup
| Saison | Meister                | Team                                                          |
| ------ | ---------------------- | ------------------------------------------------------------- |
| 1966   | Vereinigtes Königreich | Chris Irwin, Piers Courage, Peter Gethin                      |
| 1967   | Schweiz                | Clay Regazzoni, Silvio Moser                                  |
| 1968   | Schweiz                | Clay Regazzoni, Jürg Dubler, Roland Salomon                   |
| 1969   | Schweden               | Ronnie Peterson, Freddy Kottulinsky, Torsten Palm             |
| 1970   | Schweden               | Torsten Palm, Ulf Svensson, Gustav Dieden                     |
| 1971   | Frankreich             | Pierre-François Rousselot, Jacques Coulon, Jean-Louis Lafosse |
| 1972   | Frankreich             | Michel Leclère, Alain Serpaggi, Lucien Guitteny               |

### Europäische Formel-3-Meisterschaft
| Saison | Meister            | Team                | Wagen          |
| ------ | ------------------ | ------------------- | -------------- |
| 1975   | Larry Perkins      | Team Cowangie       | Ralt-Ford      |
| 1976   | Riccardo Patrese   | Trivellato Racing   | Chevron-Toyota |
| 1977   | Piercarlo Ghinzani | AFMP Euroracing     | March-Toyota   |
| 1978   | Jan Lammers        | Racing Team Holland | Ralt-Toyota    |
| 1979   | Alain Prost        | Oreca               | Renault        |
| 1980   | Michele Alboreto   | Euroracing          | Alfa Romeo     |
| 1981   | Mauro Baldi        | Euroracing          | Alfa Romeo     |
| 1982   | Oscar Larrauri     | Euroracing          | Alfa Romeo     |
| 1983   | Pierluigi Martini  | Pavesi Racing       | Alfa Romeo     |
| 1984   | Ivan Capelli       | Enzo Coloni Racing  | Alfa Romeo     |
| 2012   | Daniel Juncadella  | Prema Powerteam     |                |
| 2013   | Raffaele Marciello | Prema Powerteam     |                |
| 2014   | Esteban Ocon       | Prema Powerteam     |                |
| 2015   | Felix Rosenqvist   | Prema Powerteam     |                |
| 2016   | Lance Stroll       | Prema Powerteam     |                |
| 2017   | Lando Norris       | Carlin              |                |
| 2018   | Mick Schumacher    | Prema Powerteam     |                |